# Stepnica (rzeka)
Stepnica (niem. Stepenitz) – rzeka w województwie zachodniopomorskim, w powiecie goleniowskim, dopływ Gowienicy, zlewisko Zalewu Szczecińskiego, przepływająca przez gminy Maszewo i Osina, ok. 32 km.
Rzeka ma swoje źródła w mieście Maszewie, dalej płynie doliną przez Radzanek i Budzieszowce, gdzie przepływa przez niewielkie jezioro. Dalej przepływa przez Jezioro Lechickie i wypływa z niego w Maciejewie. Następnie mija miejscowość Osina, drogę krajową nr 6, Redostowo, Węgorzę i w Bodzęcinie wpada do Gowienicy.
Stepnica jest szlakiem kajakowym w dół od Osiny, jednak nieużytkowanym i nieuporządkowanym. Jest popularna wśród wędkarzy. Przepływa głównie przez pagórkowate tereny polne i łakowe. Jest najdłuższym dopływem Gowienicy.
W 2008 r. przeprowadzono badania jakości wód Stepnicy w punkcie ujścia do Gowienicy. W ich wyniku oceniono elementy fizykochemiczne poniżej stanu dobrego, elementy biologiczne określono na I klasy, a stan ekologiczny na umiarkowany. W ogólnej dwustopniowej ocenie stwierdzono zły stan wód Stepnicy.